# علوم عصبية غذائية

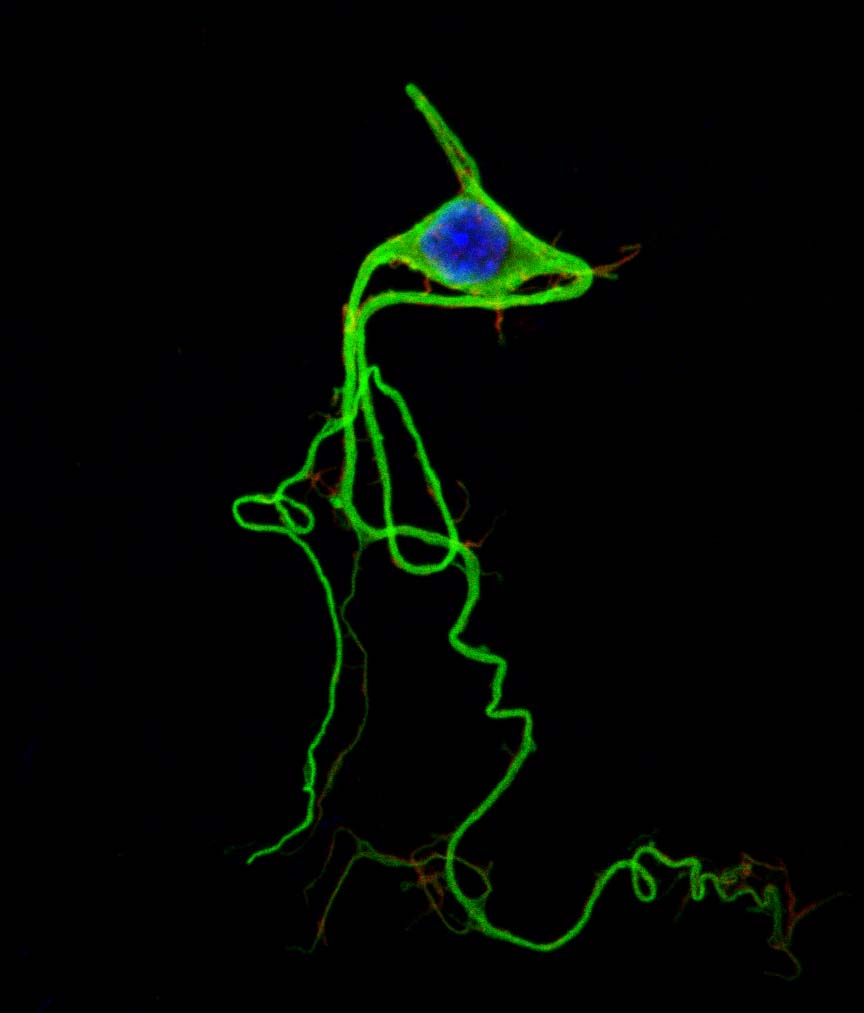
سوء التغذية في فترة الطفولة يؤثر على كمية الخلايا العصبية في أجزاء من الدماغ

العلوم العصبية التغذوية (بالإنجليزية: Nutritional neuroscience)‏ هي فرع علمي يدرس تأثيرات المكونات المختلفة للعناصر الغذائية مثل المعادن، والفيتامينات، والبروتينات، والسكريات، والدهون، والمكملات الغذائية، والهرمونات الاصطناعية والمضاف الغذائي على الكيمياء العصبية، والبيولوجيا العصبية، والسلوك والمعرفة.
أظهرت الدراسات الأخيرة على الآليات التغذوية وتأثيراتها على الدماغ مشاركتها في جميع الوظائف العصبية بما في ذلك التعديلات في تخلق النسيج العصبي، وعوامل التغذية العصبية، والمسارات العصبية واللدونة العصبية على مر الحياة.
يستهلك الدماغ كمية كبيرة من الطاقة نسبيًا مقارنةً ببقية الجسم. يشكل الدماغ البشري ما يقارب 2% من كتلة الجسم البشري ويستخدم 20-25% من إجمالي مخزون الطاقة. لذلك، تُعد الآليات المسؤولة عن نقل الطاقة من الأغذية إلى العصبونات أساسية للتحكم في وظيفة الدماغ. تؤثر عدم كفاية تناول الفيتامينات الضرورية، أو بعض الاضطرابات الاستقلابية، على العمليات المعرفية عبر تعطيل العمليات المعتمدة على المغذيات والمتعلقة بإدارة طاقة العصبونات داخل الجسم، ما يؤثر لاحقًا على النقل العصبي، واللدونة المشبكية وبقاء الخلايا.

## الليبيدات

### الدهون
تُعد الأحماض الدهنية ضرورية من أجل تخليق النواقل العصبية لأغشية الخلايا وغيرها من جزيئات إرسال الإشارات. على الرغم من ضرر الإفراط في تناول الدهون، يعطل نقص الأحماض الدهنية الأساسية التطور العصبي واللدونة المشبكية.

#### الدهون المشبعة
قد يؤثر استهلاك كميات كبيرة من الدهون المشبعة سلبًا على الدماغ. يرفع تناول الأطعمة المحتوية على الدهون المشبعة من مستوى الكولسترول والدهون الثلاثية في الجسم. أظهرت الدراسات ارتباط الدهون الثلاثية بشكل وثيق مع المشاكل المزاجية مثل الاكتئاب، والعدائية والعدوانية. قد ينتج هذا انخفاض كمية الأوكسجين التي يستطيع الدم حملها إلى الدماغ بسبب ارتفاع الدهون الثلاثية. توصي جمعية القلب الأمريكية بعدم تجاوز استهلاك الدهون المشبعة كمية 16 غرام يوميًا. تشمل المصادر الشائعة للدهون كلًا من اللحوم ومنتجات الألبان.

#### الأحماض الدهنية الأساسية
يوجد نوعان من الأحماض الدهنية الأساسية الواجب استهلاكها من قبل البشر (أوميغا-3 وأوميغا-6). يوصي العديد من الأكاديميين بكمية متوازنة من أوميغا-3 وأوميغا-6. ومع ذلك، يقدّر البعض ارتفاع استهلاك الأمريكيين لأوميغا-6 بمقدار عشرين مرة بالمقارنة مع أوميغا-3. توجد نظرية مفادها حدوث الاضطرابات العقلية نتيجة عدم التوازن بين الأحماض الأمينية الأساسية مثل الاكتئاب، وفرط النشاط والفصام، لكنها ما تزال مفتقرة إلى الأدلة الكافية. يسبب النظام الغذائي منقوص أوميغا-3 ارتفاع مستويات أوميغا-6 في الدماغ ما يؤدي بدوره إلى تعطيل إرسال إشارات الكانابينويدات الداخلية في القشرة الجبهية والنواة المتكئة المساهمة في السلوكيات المشابهة للاكتئاب والقلق لدى الفئران. تشمل مصادر أوميغا-3 كلًا من بذور الكتان، وبذور الشيا، والجوز، وخضروات البحر، والخضروات ذات الأوراق الخضراء وأسماك المياه الباردة. تشمل مصادر أوميغا-6 كلًا من الجوز، والبندق؛ وزيوت عباد الشمس، والعصفر، والذرة والسمسم.

### الكوليسترول
يُعد الكوليسترول ضروريًا للأغشية الخلوية والهرمونات الستيرويدية، لكن يؤثر الكوليسترول الزائد على تدفق الدم ويضعف الوظيفة المعرفية لدى المصابين بالخرف الوعائي.

## السكريات
أظهرت الدراسات تحسن الذاكرة والتعلم بعد استهلاك السكريات. يوجد نوعان من السكريات التي يستهلكها الأشخاص، البسيطة والمعقدة. غالبًا ما توجد السكريات البسيطة في الأطعمة المصنعة التي تحرر السكر في مجرى الدم بسرعة بعد الاستهلاك. تُهضم السكريات المعقدة ببطء ما يتسبب في تحرير السكر في مجرى الدم بشكل أبطأ. تشمل المصادر الجيدة للسكريات المعقدة كلًا من الخبز المصنوع من الحبوب الكاملة، والباستا، والأرز البني، ودقيق الشوفان والبطاطا. يوصى باستهلاك السكريات الأكثر تعقيدًا إذ يعمل تناولها على تعزيز استقرار مستويات السكر في مجرى الدم، ما يؤدي بدوره إلى انخفاض إفراز هرمونات الإجهاد. قد يؤدي استهلاك السكريات البسيطة إلى ارتفاع مستويات السكر في مجرى الدم وانخفاضها، ما قد ينتج عنه التقلبات المزاجية.

### الأنظمة الغذائية المولدة للكيتون منخفضة السكريات
يُعتبر جسم الكيتون بيتا هيدروكسي بوتيرات مصدر وقود الدماغ خلال أوقات الصيام عند انخفاض مستويات غلوكوز الدم. على الرغم من تعذر فهم هذه الآلية، فقد ثبتت فائدة اتباع النظام الغذائي منخفض السكريات كعلاج للأطفال المصابين بالصرع. قد يرجع هذا إلى توفير أجسام الكيتون مصدر وقود بديل لغلوكوز من أجل الوظائف العصبية. علاوة على ذلك، قد يكون النظام الغذائي المولد للكيتون مفيدًا لمرضى الخرف. تستطيع الجليسريدات الثلاثية متوسطة الحلقات تحفيز تخليق الكيتون، ويُعد زيت جوز الهند مصدرًا غنيًا بالجليسريدات الثلاثية متوسطة الحلقات التي تشير التقارير إلى قدرتها على تحسين الوظيفة المعرفية لدى مرضى الخرف المصابين بمرض آلزهايمر.

## البروتينات
عند استهلاك البروتين، يتفكك إلى أحماض أمينية. تُستخدم هذه الأحماض الأمينية في إنتاج العديد من الأشياء مثل النواقل العصبية، والأنزيمات، والهرمونات والكروموسومات. تحتوي البروتينات المعروفة باسم البروتينات الكاملة على جميع الأحماض الأمينية الأساسية الثمانية. تشمل أمثلة البروتينات الكاملة كلًا من اللحوم، والبيض والزبادي. تحتوي البروتينات غير الكاملة بعض الأحماض الأمينية الأساسية الثمانية إذ يوصى باستهلاك مزيج من هذه البروتينات. تشمل أمثلة البروتينات غير الكاملة كلًا من المكسرات، والبذور، والبقوليات والحبوب. عندما تتغذى الحيوانات على نظام غذائي منقوص الأحماض الأمينية الأساسية، يتراكم الرنا الناقل غير المشحون في القشرة الكمثرية الأمامية ما ينذر برفض النظام الغذائي. يعمل الجسم عادةً على تحويل الأحماض الأمينية من أجل الحفاظ على الاستتباب، لكن من الممكن تقويض بروتينات العضلات من أجل تحرير الأحماض الأمينية أثناء حالات نقص الأحماض الأمينية. قد يؤثر اضطراب استقلاب الأحماض الأمينية على تطور الدماغ والفزيولوجيا العصبية للتأثير على السلوك. على سبيل المثال، يؤدي نقص البروتين الجنيني إلى خفض عدد العصبونات في منطقة «سي إيه 1» من الحصين.

### الغلوتامات
الغلوتامات هو حمض أميني مولد للبروتين وناقل عصبي، على الرغم من شيوعه في شكل ملح الصوديوم: غلوتامات أحادي الصوديوم (إم إس جي). يُعتبر أيضًا نكهة بنفسه، إذ ينتج نكهة الأومامي أو النكهة اللاذعة الموجودة في العديد من الأطعمة المخمرة مثل الجبن. باعتباره من الأحماض الأمينية، يعمل الغلوتامات كمصدر وقود لعدد من الوظائف الخلوية وكناقل عصبي. يعمل الغلوتامات كناقل عصبي استثاري ويُحرر عند إثارة التدفع العصبي للخلية المنتجة للغلوتامات. يرتبط هذا بدوره مع العصبونات ذات مستقبلات الغلوتامات ما يؤدي إلى تحفيزها.

#### أوجه النقص وعلاجها
يُعتبر الغلوتامات من المواد المغذية التي يصعب نقصها، لكونه حمض أميني، فهو موجود في كل الاغذية المحتوية على البروتين. بالإضافة إلى ذلك، كما ذُكر سابقًا، يوجد في الأغذية المخمرة والمحتوية على الغلوتامات أحادية الصوديوم. تشمل المصادر الجيدة للغلوتامات كلًا من اللحوم، والأسماك، ومنتجات الألبان ومجموعة واسعة من الأغذية الأخرى. تعمل الأمعاء على امتصاص الغلوتامات بكفاءة عالية جدًا. ومع ذلك، توجد بعض حالات نقص الغلوتامات التي تحدث في عدد من الاضطرابات الوراثية. يشكل نقص ناقلات الفورميمينو غلوتامات أحد الأمثلة على ذلك، إذ باستطاعته التسبب في إعاقات جسدية وذهنية طفيفة أو شديدة، اعتمادًا على شدة الحالة. ومع ذلك، يُعد هذه الاضطراب نادرًا جدًا، إذ يوجد عشرون شخص مصاب بهذه الحالة حتى الآن. على الرغم من أهميته الكبيرة في الجسم، يعمل الغلوتامات أيضًا كمحفز زائد في التراكيز العالية غير الموجودة خارج ظروف المختبر، إلا أنه قد يحدث بعد تلف الدماغ أو إصابة النخاع الشوكي.